# Sloanea coriacea
Sloanea coriacea är en tvåhjärtbladig växtart som beskrevs av Henry Nicholas Ridley. Sloanea coriacea ingår i släktet Sloanea och familjen Elaeocarpaceae. Inga underarter finns listade i Catalogue of Life.